# 紅樺莊探案
《紅樺莊探案》是柯南·道爾所著的福爾摩斯探案的56個短篇故事之一，收錄於《福爾摩斯辦案記》。

## 故事簡介
薇奧麗特·杭特小姐獲得一份家庭教育工作，但這份工作卻夾雜包括剪短頭髮等許多不尋常的條件，然而工資卻非常豐厚，感覺到怪異的薇奧麗特前來諮詢福爾摩斯是否該接這份工作。最後福爾摩斯告訴薇奧麗特若有需要可隨時聯絡他，而薇奧麗特也決定接下這份工作。薇奧麗特在那裏經歷一系列奇怪的事件，甚至還發現連接主屋的廂房是密封的，這迫使她向福爾摩斯求救。福爾摩斯推論有人被關在廂房內，但當福爾摩斯、華森、薇奧麗特3人闖入廂房時，發現房內已空無一人。薇奧麗特的僱主魯卡斯爾先生後來怒氣沖沖跑進來，控告3人私自釋放囚犯，並立刻衝到樓下試圖放出惡犬攻擊眾人。那狗從牢籠釋放後，卻先攻擊魯卡斯爾先生。事件落幕後，得知魯卡斯爾先生囚禁她的女兒愛麗絲，並雇傭薇奧麗特冒充她，讓愛麗絲的未婚夫福勒相信她不再對他有興趣。愛麗絲最後成功逃脫，並與福勒結婚。